# Vernonia frisii
Vernonia frisii là một loài thực vật có hoa trong họ Cúc. Loài này được Mesfin mô tả khoa học đầu tiên năm 2004.